# 미세스 캅 2
《미세스 캅 2》는 2016년 3월 5일부터 2016년 5월 8일까지 SBS에서 방영된 특별기획 드라마이다. 전작인 《미세스 캅》의 후속작이다.

## 줄거리
한 아이의 엄마와 한 남편의 아내이기도 한 여자 경찰 형사가 이끄는 강력1팀의 범죄자를 잡기위한 여러 가지 활약과 절대악역 이로준의 범죄와 이로준을 잡기위해 달리는 경찰들을 다룬 이야기

## 등장 인물

### 주요 인물
- 김성령 : 고윤정 (경감, 현 강력1팀장) 역 - 이 드라마의 여주인공.
- 김민종 : 박종호 (총경, 형사과장) 역 - 이 드라마의 남주인공.
- 김범 : 이로준 역 - 이 드라마의 메인 빌런이자 최종 보스.

### 강력계 형사
- 임슬옹 : 오승일 (경장, 현 강력1팀 형사) 역
- 손담비 : 신여옥 (경장, 현 강력1팀 형사) 역
- 이준혁 : 배대훈 (경사, 현 강력1팀 형사) 역
- 김희찬 : 강상철 (순경, 현 강력1팀 형사) 역
- 정인겸 : 정인겸 (경정, 형사계장) 역

### EL 캐피탈
- 차화연 : 서정미 역 - 이로준의 어머니
- 최진호 : 백종식 역 - 이 드라마의 중간 보스. EL 상무이사. 전직 북한 공작원 출신의 탈북자.

### 고윤정 주변 인물
- 장현성 : 박우진 (서울중앙지방검찰청 부장검사, 경찰대학 출신) 역 - 고윤정의 남편
- 윤주상 : 고평식 역 - 고윤정의 아버지
- 이효제 : 박민재 역 - 고윤정의 아들
- 이미도 : 배수민 역 - 배대훈의 여동생, 용호반점(중국집) 사장

### 그 외 인물
- 유형관 : 최재영 청장 (치안정감, 서울지방경찰청장) 역[1]
- 공다임 : 허수진 순경 역
- 권태호 : 김철승 역
- 한철우
- 최종윤 : 영업부 직원 역
- 박영수 : 부동산 중개인 역
- 이재욱
- 조선묵
- 현철호 : 이팀장 역
- 한기중
- 정병호 : EL 케피탈 임원 역
- 인성호 : 형사 역
- 김서경 : 손망치 전문가 역
- 최종윤
- 주석태 : 이중민 형사 역
- 이현욱
- 김정석
- 김병철 : 민종범 역
- 서영 : 김하람 역 - 연쇄살인범
- 한지안 : 이진아 역
- 김학선 : 차성호 역
- 김정영 : 전보영 역 - 차성호의 아내
- 이다경 : 차은수 역 - 차성호의 큰딸
- 조아인 : 차은지 역 - 차성호의 작은딸
- 정현석 : 기자 역
- 최윤준
- 남경읍 : 이범진 역 - 이로준의 아버지
- 신승환 : 배달환 역 - 배대훈의 정보원[2][3]
- 윤병희 : 방배동 다람쥐 역 - 희대의 털이범
- 이재용 : 조희철 역 - 희대의 사기 범죄자[4]
- 허준석 : 조재필 역 - 조희철의 아들
- 김용운 : 조희철의 부하 역
- 이승훈
- 홍리걸 : 배준우 역
- 장서경 : 이해인 역 - 하성우 피살사건 목격자
- 김민하 : 이해인의 동생 역
- 서진욱 : 의사 역
- 하은진 : 큐레이터 권다은 역 - Attirance Gallery
- 유장영 : 하성우 역 - 실종피살사건 피해자
- 이철민 : 박준영 이사 역 - EL 캐피탈 이사
- 이석 : 허 변호사 역 - 이로준의 변호사
- 윤용현 : 마빡 / 마태수 역
- 박지아 : 김 여사 역
- 김지은 : 이로준의 여비서 역
- 김난휘 : 박 마담 역 - 박종호의 정보원[5][6]
- 박성근 : 윤형석 실장 역[7]
- 정욱 : 김형민 역
- 민성욱 : 서지훈 변호사 역[8]
- 이진권 : 이만영 역
- 민진웅 : 남해룡 역
- 정승길 : 최창호 역
- 박태성 : 원종대 역
- 최유하 : 임미선 역
- 박명신 : 유옥임 역
- 백승익
- 허정도 : 조재덕 (경위, 전 강력1팀 형사, 현 파출소장) 역[9][10]
- 최홍일
- 문수종
- 박진영
- 김민서 : 조 나인 역
- 안병찬
- 서현우 : 강신호 검사 역
- 김종태 : 강신호 검사실 소속 수사관 역
- 함형기 : 김실장 역
- 김인우 : 일본 관광객 역
- 이정성 : 판사 역
- 이창직 : 청자형님 역
- 윤종원 : 경호원 역
- 정강희 : 폭력 남편 역
- 김성범
- 김희애 : 최영진 (경정, 전 강력 1팀 팀장) 역[11][12]
- 손호준 : 한진우 (경사, 전 강력1팀 형사, 현 파출소 대원) 역[13]
- 이다희 : 민도영 (경감, 전 강력1팀 형사, 현 파출소장) 역[14]
- 이기광 : 이세원 (경사, 전 강력1팀 형사, 현재 휴직) 역[15]
- 김대근 : 최창호의 부하 역

### 특별 출연
- 김종수 : 김동석 역 - 신진 캐피탈 사장

## 시청률
아래의 파란색 숫자는 '최저 시청률'이고, 빨간색 숫자는 '최고 시청률'입니다. 시청률조사회사와 지역별로 시청률에 차이가 있을 수 있습니다.
| 2016년 | 2016년   | 2016년         | 2016년       | 2016년         | 2016년       |
| 회차   | 방송일   | TNmS 시청률    | TNmS 시청률  | AGB 시청률     | AGB 시청률   |
| 회차   | 방송일   | 대한민국(전국) | 서울(수도권) | 대한민국(전국) | 서울(수도권) |
| ------ | -------- | -------------- | ------------ | -------------- | ------------ |
| 제1회  | 3월 5일  | 7.6%           | 8.4%         | 9.2%           | 10.1%        |
| 제2회  | 3월 6일  | 9.2%           | 10.1%        | 9.3%           | 10.9%        |
| 제3회  | 3월 12일 | 8.3%           | 9.9%         | 9.4%           | 10.4%        |
| 제4회  | 3월 13일 | 8.6%           | 10.5%        | 9.5%           | 10.9%        |
| 제5회  | 3월 19일 | 7.7%           | 9.9%         | 9.1%           | 10.9%        |
| 제6회  | 3월 20일 | 8.0%           | 9.5%         | 8.6%           | 9.8%         |
| 제7회  | 3월 26일 | 7.2%           | 9.1%         | 7.6%           | 9.0%         |
| 제8회  | 3월 27일 | 8.1%           | 9.7%         | 9.6%           | 10.9%        |
| 제9회  | 4월 2일  | 8.1%           | 9.2%         | 7.6%           | 8.2%         |
| 제10회 | 4월 3일  | 6.9%           | 7.9%         | 8.2%           | 9.0%         |
| 제11회 | 4월 9일  | 7.3%           | 8.5%         | 7.7%           | 8.6%         |
| 제12회 | 4월 10일 | 8.2%           | 10.2%        | 8.5%           | 8.9%         |
| 제13회 | 4월 16일 | 7.0%           | 8.4%         | 7.6%           | 8.5%         |
| 제14회 | 4월 17일 | 8.1%           | 9.6%         | 8.2%           | 9.0%         |
| 제15회 | 4월 23일 | 8.5%           | 9.6%         | 9.5%           | 11.3%        |
| 제16회 | 4월 24일 | 8.5%           | 10.2%        | 9.3%           | 10.0%        |
| 제17회 | 4월 30일 | 8.3%           | 10.2%        | 9.2%           | 10.0%        |
| 제18회 | 5월 1일  | 10.3%          | 11.1%        | 10.0%          | 10.9%        |
| 제19회 | 5월 7일  | 8.9%           | 10.1%        | 10.1%          | 11.0%        |
| 제20회 | 5월 8일  | 9.6%           | 10.4%        | 11.1%          | 12.8%        |

## 동시간대 드라마
- 《결혼계약》 (MBC TV, 2016년 3월 5일 ~ 2016년 4월 24일)
- 《옥중화》 (MBC TV, 2016년 4월 30일 ~ 2016년 11월 6일)
- 《장영실》 (KBS 1TV, 2016년 1월 2일 ~ 2016년 3월 26일)

## 수상 경력
- 2016년 SBS 연기대상 10대 스타상 김성령